# Ninoe nigripes
Ninoe nigripes är en ringmaskart som beskrevs av Addison Emery Verrill 1873. Ninoe nigripes ingår i släktet Ninoe och familjen Lumbrineridae. Utöver nominatformen finns också underarten N. n. gracilis.